# Локомотив (волейбольный клуб, Киев)
«Локомотив» (укр. «Локомотив») — советский и украинский мужской волейбольный клуб из Киева.

## История

### СССР
«Локомотив» был основан в 1959 году и стал пятой командой из Киева, принимавшей участие в чемпионатах СССР среди мужчин: в довоенные годы город представлял «Пищевик», после 1945 года — команда Военного училища, «Большевик» и «Спартак». По итогам чемпионата СССР 1955 года «Спартак», заняв предпоследнее место, выбыл из класса «А», а через четыре года был расформирован.
В феврале 1960 года на старт всесоюзного чемпионата впервые вышел «Локомотив» — команда Юго-Западной железной дороги, созданная при содействии начальника ЮЗЖД Петра Кривоноса. В сезоне 1968/69 годов, отстав в итоговой таблице лишь на два очка от алма-атинского «Буревестника», «Локомотив» под руководством Юрия Савченко завоевал серебряные медали национального первенства. Два раза, в 1966 и 1981 годах, железнодорожники выигрывали бронзовые награды, в 1973-м «Локомотив», тренируемый Вадимом Шамшуром, впервые стал обладателем Кубка СССР.
Сильнейшие игроки киевского коллектива регулярно вызывались в сборную СССР. Владимир Иванов и Борис Терещук в её составе в 1968 году завоевали золотые медали Олимпийских игр в Мехико, а Юрий Панченко стал чемпионом московской Олимпиады-1980. Лидерами «Локомотива» в период расцвета также являлись Павел Воронков, Святослав Валицкий, Александр Гутор, Олег Запорожец, Михаил Овсянкин — эти игроки неоднократно входили в традиционные списки 24 сильнейших волейболистов СССР.
С конца 1970-х команду тренировал Борис Терещук. В 1984 и 1986 годах киевский коллектив выбывал из высшей лиги, но дважды в неё возвращался. В 1988 и 1990 годах киевляне владели Кубком СССР.
| Результаты в чемпионатах СССР - 1960 — класс «А», 6-е место - 1961 — класс «А», 8-е место - 1961/62 — класс «А», 11-е место - 1965 — класс «А», 4-е место - 1966 — класс «А», 3-е место - 1968 — класс «А», 7-е место - 1968/69 — класс «А», 2-е место - 1969/70 — класс «А», 5-е место - 1971 — класс «А», 5-е место - 1972 — высшая лига, 7-е место | - 1973 — высшая лига, 10-е место - 1974 — высшая лига, 8-е место - 1975 — высшая лига, 6-е место - 1976 — высшая лига, 8-е место - 1977 — высшая лига, 9-е место - 1978 — высшая лига, 5-е место - 1978/79 — высшая лига, 5-е место - 1979/80 — высшая лига, 5-е место - 1980/81 — высшая лига, 3-е место - 1982 — высшая лига, 9-е место - 1982/83 — высшая лига, 12-е место | - 1983/84 — первая лига, 1-е место - 1984/85 — высшая лига, 11-е место - 1985/86 — первая лига, 1-е место - 1986/87 — высшая лига, 6-е место - 1987/88 — высшая лига, 4-е место - 1988/89 — высшая лига, 5-е место - 1989/90 — высшая лига, 9-е место - 1990/91 — высшая лига, 6-е место Открытый чемпионат СНГ - 1991/92 — высшая лига, 8-е место |

### Украина
После распада Советского Союза и до середины 1990-х «Локомотив» продолжал оставаться одним из ведущих клубов Украины. Под руководством Бориса Терещука команда в 1993 году стала победителем первого розыгрыша Кубка Украины, а в 1995 году выиграла чемпионат страны.
Проблемы с финансированием не позволили «Локомотиву» добиться новых достижений, к 2000 году команда оказалась в первой лиге. В марте 2004 года была закрыта детская-юношеская спортивная школа, а вскоре и сам «Локомотив» временно прекратил существование.
Однако летом 2005 года Киевской областной федерацией волейбола было решено возродить клуб. Под названием «Команда города Киева» коллектив взял старт в высшей лиге чемпионата Украины. Тренером команды был назначен чемпион Европы 1981 года и один из самых известных игроков «Локомотива» Павел Воронков, выступавший в его составе на протяжении 26 лет вплоть до распада клуба — с 1976 по 2004 год, за исключением двух сезонов в начале 1980-х, проведённых в ЦСКА. В марте 2006 года команда стала правопреемницей названия и традиций киевского «Локомотива», а через месяц завоевала право выступать в Суперлиге.
В сезоне 2006/07 годов «Локомотив», ведомый новым наставником, Игорем Поповым, занял 3-е место в розыгрыше Кубка Украины и 5-е место в Суперлиге, а в 2008 году спустя 13 лет снова стал чемпионом страны. По итогам регулярного чемпионата киевляне пропустили на первое место харьковский «Локомотив», однако в финальной серии обыграли его с результатом 3—0. В составе победителей играли Дмитрий Бабков, Константин Бакун, Виталий Братчик, Юрий Гладырь, Игорь Дёгтев, Константин Жилинский, Денис Зуй, Владимир Марценюк, Евгений Нирка (капитан команды), Павел Остапенко, Богдан Середа, Роман Спорыш, Ярослав Тарган, тренировал команду Вячеслав Нирка.
В сезоне 2008/09 годов железнодорожникам предстояло не только отстаивать чемпионский титул, но и выступать в еврокубке. Состав команды усилили Виталий Киктев из харьковского «Локомотива», Юрий Воробей и Владимир Лисобей из «Крымсоды», Сергей Середа из «Юракадемии». Однако реализовать амбициозные планы не удалось: в финале Кубка Украины киевляне проиграли харьковским одноклубникам, в январе 2009 года выбыли из розыгрыша Кубка Европейской конфедерации волейбола на стадии 1/8 финала, ничего не сумев противопоставить польскому коллективу «Ястшембский Венгель». Тем временем клуб лишился поддержки со стороны основного спонсора и начал терять игроков. Так Жилинский и Середа отправились в Черкассы и помогли местному «Будивельныку» выиграть серебро национального чемпионата, Дёгтев и Бакун уехали за рубеж, Киктев вернулся в Харьков, а Евгений Нирка перешёл на работу во Всероссийскую федерацию волейбола. В решающих матчах сезона киевляне всухую проиграли харьковскому «Локомотиву» в полуфинальной серии плей-офф и «Крымсоде» в серии за 3-е место.
Новый чемпионат, 2009/10 годов, «Локомотив» начинал без Вячеслава Нирки (возглавил команду прежний второй тренер Юрий Грицюта) и новым составом — с прошлого года в команде остались только Юрий Воробей, Ярослав Тарган и Павел Остапенко. После шести проведённых матчей, из которых железнодорожникам не удалось выиграть ни одного, клуб отказался от дальнейшего участия в Суперлиге. Решением Федерации волейбола Украины «Локомотив» был переведён в первую лигу. По итогам сезона киевляне стали победителями турнира в первой лиге.
В чемпионатах 2010/11 и 2011/12 годов «Локомотив» занял 3-е место в высшей лиге, после чего снова прекратил существование.

## Достижения
- Серебряный призёр чемпионата СССР (1968/69).
- Бронзовый призёр чемпионата СССР (1966, 1980/81).
- 3-кратный обладатель Кубка СССР (1973, 1988, 1990).
- Серебряный (1972, 1977) и бронзовый (1983) призёр Кубка СССР.
- 2-кратный чемпион Украины (1994/95, 2007/08).
- Серебряный призёр чемпионата Украины (1993/94).
- Обладатель Кубка Украины (1993).